# Гейтвуд, Юсуф
Джо́зеф Кит Ге́йтвуд (англ. Keith Michael Gatewood, род. 12 сентября 1982, Хилсборо, Северная Каролина), профессионально известный как Юсу́ф Гейтвуд (англ. Yusuf Gatewood) — американский актёр. Наиболее известен по ролям Дага в фильме «Переводчица» и Финна Майклсона\Винсента Гриффита в телесериале «Первородные».

## Образование
Гейтвуд окончил Академию Дарема (англ. Durham Academy) в Дареме, штат Северная Каролина.

## Фильмография
| Год       |    | Русское название                      | Оригинальное название          | Роль                            |
| --------- | -- | ------------------------------------- | ------------------------------ | ------------------------------- |
| 2000      | ф  | Вундеркинды                           | Wonder Boys                    | Говард                          |
| 2003      | с  | Таксист                               | Hack                           | Труби                           |
| 2003      | с  | Закон и порядок: Преступное намерение | Law & Order: Criminal Intent   | детектив Льюис                  |
| 2005      | ф  | Переводчица                           | The Interpreter                | Даг                             |
| 2006      | с  | C.S.I.: Место преступления            | CSI: Crime Scene Investigation | диджей                          |
| 2007      | с  | C.S.I.: Место преступления Майами     | CSI: Miami                     | Гэри Говардвик                  |
| 2008      | с  | Линкольн-хайтс                        | Lincoln Heights                | Имя персонажа не указано        |
| 2008      | тф | Маска ниндзя                          | Mask of the Ninja              | Эд                              |
| 2014      | ф  | Дом в конце пути                      | House at the End of the Drive  | Кларенс Грин                    |
| 2014—2018 | с  | Первородные                           | The Originals                  | Винсент Гриффит / Финн Майклсон |
| 2016      | ф  | Парикмахерская 3                      | Barbershop: The Next Cut       | Дерек                           |
| 2019      | с  | Благие знамения                       | Good Omens                     | Голод                           |
| 2020      | с  | Академия Амбрелла                     | The Umbrella Academy           | Реймонд Честнат                 |